# Afers exteriors
Afers exteriors és un programa de televisió emès per Televisió de Catalunya i presentat per Miquel Calçada. Va comptar amb la sotsdirecció de Mònica Terribas, Josep Morell i Biel Perelló, producció executiva de Ferran Cera, Sergi Garcia i el mateix Miquel Calçada i amb guions de Biel Perelló, Francesc Orteu i Jaume Santacana.
En cada edició del programa el presentador visita un país del món diferent per tal de conèixer catalans que hi viuen i parlar amb ells sobre la seva experiència com a emigrants i immigrants.

## Història
Afers exteriors va ser emès a TV3 entre 2003 i 2009. El gener de 2014 el programa va tornar a la graella de TV3. La que és la sisena temporada també comptarà amb edicions monogràfiques i temàtiques.

## Recepció
El programa va tenir un èxit consolidat en totes les edicions, amb uns 600.000 espectadors i un 30% de quota d'audiència. Va ser guardonat el juliol de 2003 amb el I Premi Periodístic Catalunya Exterior. L'èxit del format ha fet que se'n facin versions a diferents televisions com per exemple Balears pel món de Televisió de les Illes Balears, Valencians pel món de Televisió Valenciana.

## Països visitats
| - Israel - Àfrica (Mali i Burkina Faso) - Austràlia - Espanya - Xile - Suècia - Argentina - Cuba - Islàndia - Brasil - Mèxic | - Puerto Rico - Marroc - Àustria - Itàlia - Estats Units d'Amèrica (dues parts) - Còrsega - Veneçuela - Vaticà - Japó (dues parts) - Txèquia - Egipte |

| - Vietnam - Perú - Índia (dues parts) - Jordània - Països Baixos - Xina (dues parts) - Irlanda - Amazones - Rússia - Patagònia - Quebec | - Haití - Albània - Finlàndia - Tanzània - Algèria (dues parts) - Portugal - Filipines - País Basc - Sud-àfrica (dues parts) - Nicaragua - Polinèsia francesa |

| - Dubai - Estats Units d'Amèrica (dues parts) - Uruguai - L'Anglaterra clàssica - Londres modern - Turquia - Grècia - Corea del Nord - Mongòlia - Suïssa (dues parts) - Guinea Equatorial - Seychelles | - Afganistan - Escòcia - Pakistan - Economia - Gibraltar - Israel - Bolívia (dues parts) - Europa segle XX - Unió Europea - Sicília - Estats Units - Xipre | - Sudan del Sud - Qatar - Eslovènia - Kenya - Corea del Sud (dues parts) - Malta - Noruega - Colòmbia (dues parts) - Singapur - Jamaica - Romania |